# ダークメサイア オブ マイト&マジック
『ダークメサイア オブ マイト&マジック』（原題： Dark Messiah of Might and Magic  ）は、2006年10月24日にアメリカのユービーアイソフトより開発・発売されたMicrosoft Windows XP用RPGコンピュータゲーム。
Xbox 360版では「Elements」（エレメンツ）というサブタイトルが付けられた。
FPS(ファーストパーソン・シューティング)とARPG(アクション・ロールプレイングゲーム)を組み合わせたFP/ARPG（ファーストパーソン・アクション・ロールプレイングゲーム）である。
（略：「FPRPG」）
『マイト・アンド・マジック』シリーズの派生作品であり、ゲームエンジンは「Source」エンジンを採用。
日本では2007年2月2日にフロンティアグルーヴより日本語マニュアル付き英語版が発売されている。
開発は「Arkane Studios」が行っている。現在そのスタジオは「Bethesda Softworks」傘下に買収されている。
「Arkane Studios」の代表作は、『アークス・ファタリス』『Dishonored』『Dishonored 2』『Prey』など。
2006年に発売されたゲームにしては、『Oblivion』と『Skyrim』の中間くらいの高いグラフィックと物理演算エンジンを備えるが、反面、当時のゲームにしては破格の重さとバグの多さで当時は不評であり、故に知名度もあまり高くなかった。

## ストーリー
闇の救世主（ダークメサイア）の復活により混乱に陥る世界を舞台として、サレス（Sareth）という名の青年が世界の危機から脱するために、闇のネクロマンサー勢力やオーク族、ゴブリン族との戦いに挑む。
だが、後に主人公がダークメサイアであり、ヒロインは予言の娘である事が判明する。

## 登場人物
※プレイヤーは、剣・弓・杖・短剣・魔法などを装備して、12種類の呪文を使用して攻撃できる。
サレス　(Sareth)
主人公。若き青年魔術師兼戦士。若き魔法戦士。戦術・魔術・隠術のそれぞれに長ける。
高いアクロバティック性能を誇り、ロープや鎖をよじ登ったり、そこから別のロープや鎖に飛び移ったり、はしごを上り下りしたり、
箱を蹴って壊して内容物を取得したり、敵を物理的に足で蹴ることで高所から蹴落としたり、段差を腕力を駆使して登り上がったり出来る。
魔王「カー・ベレス」と、人間の女王「イザベル」の息子であり、魔王「カー・ベレス」はイザベルを拉致・強姦することでサレスを出産させた。
魔術師である師匠フェンリグの元で育てられる。予言に登場するダークメサイアの正体でもある。
終盤の選択肢次第では世界を悪魔に捧げ滅ぼすことも、悪魔を滅し世界を救済することも出来る。

ウォーリア　(Warrior)
高い攻撃力と防御力を持つ剣士。近接戦闘が得意で盾を装備することが出来る。高い筋力を持つ。重装鎧を装備する。
自動回復や二重アドレナリンバーのスキルとの相性が良い。スタミナにも長ける。

アーチャー　(Archer)
遠距離攻撃が得意の射手で、通常の矢だけでなく、火の矢を放つ事も出来る。弓を構えた状態でのズームも出来る。装備は隠密系か戦士系。
遠距離からトラップを射抜くことで起動したりも出来る。盾と剣や、短剣との相性もなかなか良い。スタミナにも長ける。

アサシン　(Assassin)
暗殺者で、探知能力に長け、短剣を使いて敵の首を突き刺したり、背後から敵を蹴落としたり、樽や箱を投げつけたり、鍵などのアイテムをスリ取ったり、
敵を火に蹴り入れて引火させたり、壁のスパイクに蹴って磔にしたり、トラップを落下させたりできる。スタミナにも長ける。
バーグラーのスキルを取得していれば、鍵を開けることが出来る。弓矢との相性もなかなか良い。装備は隠密系の装備が合う。

メイジ　(Mage)
手杖を使いて、ファイヤーボールの魔法を連射して攻撃する。手杖を振り回しての接近戦もできる。聖域結界を貼ることでダメージを一定時間無効化する。
念動力にて遠くの物体を引き寄せたり投げつけたり出来る。Half-Life 2 のグラヴィティガンに酷似している。
魅了魔法を用いて、敵を同士討ちさせる。回復魔法(ヒール)にて、自身を回復する。基本的に高い魔力を持つ。
魔力上昇のスキルやアイテムが必須である。装備は魔術師系を装備する。

リアナ　(Leanna)
ストーンヘルムの魔術師メネラグの姪である、お姫様ポジションの人物。
主人公サレスには不可能な、味方全員集団回復(マス・ヒーリング)や、重い巨石を持ち上げるハイパワーテレキネシス(超出力念動力)が可能。
序盤は彼女に攻撃して敵対したり、死なせてしまうとゲームオーバーになる。
終盤で彼女から、後述するザナ(Xana)をストーンヘルムの教会で主人公＝サレスから分離・浄化滅殺するように頼まれ、リアナの言うとおりにすればリアナが予言のダークメサイア＝サレスを導く娘となる。
リアナルートでは終盤でも彼女を援護しきらねばならない。

ザナ　(Xana)
魔術師フェンリグの弟子にして使い魔。
主人公サレスの魂と半分融合し、実質取り憑く事によりプレイヤー＝サレスの脳内に話しかけ、アドバイスや愚痴をささやいてくれる。
中盤、彼女はアランティアに半分殺害されたサレスを悪魔化（悪魔形態をVキーで取ることが出来る状態）することで蘇生してくれる。
終盤、リアナを救出しなかった場合、又はリアナを殺害した場合、又はリアナの依頼を無視してザナを生存させた場合、ザナが予言の娘となる。

フェンリグ　(Phenrig)
主人公＝サレスの師匠。魔術師。マスターフェンリグ。ザナのマスターでもある。

メネラグ　(Menelag)
リアナの叔父であり、フェンリグの知人。魔術師である。
シャンティリ・クリスタルをフェンリグから譲り受けた後、ネクロマンサーロードとの揉み合いでネクロマンサーロードをテレキネシスで殺害した直後、
シャンティリ・クリスタルをグールに奪われ、そのグールに殺害される。

アランティア　(Arantir)
ネクロマンサー達を率いるリーダーで、自身がダークメサイアだと序盤は疑われているが、実は、ダークメサイア＝サレスを倒す目的で動いていることが判明する。
骨のドラゴンを召喚したり、透明化したり、聖域結界防御を使用したり、氷攻撃やファイアボール攻撃、テレキネシス攻撃をしてくる。
序盤は勝てない。テレキネシスで即死させられる。

ブラックガード　(BlackGuard)
黒い衛兵。闇の守護者。黒騎士。傭兵。ごろつき。悪漢。
ネクロマンサーに雇われたなんでも屋のガーディアン。
重装備の割にやや低身長で軽い。面白いぐらい吹っ飛ぶ。
単片手剣型、弓矢と片手剣型、盾と片手剣型の三種類に大きく分かれる。
盾と片手剣型のブラックガードは正面戦闘では硬いが、卑怯な手を使えば秒殺出来る。

ネクロマンサー　(Necromancer)
死霊術師。低位の禿頭のネクロマンサーと、上位の三段モヒカンのネクロマンサーロードが存在する。
アンデッドやグール、ブラックガード、ヴァンパイアナイト(デスナイト)、蜘蛛、リッチ、リッチ・キング等を従えている。

アンデッド　(Undead)
ゾンビ。非常に高い耐久力を持つが、串刺し攻撃や頭部への攻撃に弱い。
後半に登場するアンデッドは毒ブレスを吐いてくるため要注意。
最初のアンデッドとは比較にならないほど強い。

グール　(Ghoul)
生きた人間に飢えて死んだ者の魂を込めて作り上げたアンデッドの一種。
敏捷性・耐久性・攻撃力に富むため非常に手強い。

オーク　(Orc)
某作品の鉈に良く似た肉切り包丁、クリーパーを所持した、デーモンの血を引く蛮族。
攻撃力・耐久力に富み、多少の知性を備える。集団生活をしていることが多い。蹴りがあまり効かない。雷撃に弱い。

ゴブリン　(Goblin)
棍棒を所持したデーモンの血を引く蛮族。瀕死になると逃亡し命乞いしてくる。石を拾っては投げて攻撃してくる。
動作が一々滑稽である。尻を振ったり鼻くそをほじったり、製作者側のユーモアが一番見られるキャラクターである。雷撃に弱い。

サイクロップス　(Cyclope)
単眼の巨人で、3m~4mほどの身長と、1tを超えるぐらいの体重を持つ。素手や投擲にて攻撃してくる。火に耐性を持つ。
キャラクタや死体、アイテムやオブジェクトを掴んで投げることが出来る。
目が弱点で、他の場所には攻撃が通らない。弱った状態まで目を攻撃して、ダウンしたところで目を串刺しにすると倒せる。

蜘蛛　(Spider)
ネクロマンサー達に神聖な生き物として崇め奉られている上に飼われている。意外とそこらへんに一定数いるらしい。
現実世界の蜘蛛と違って、非常に大きい。(小さいものもいる。)
毒を含む攻撃をしてくるため、アンチドーテ(解毒剤)又は遠距離攻撃、チャーム魔法、フットワーク等が必要になる。
火に弱い為、火属性の攻撃をすると有利。

女王蜘蛛　(Giant Spider)
前述したリアナを捕らえている数十メートル級の巨大蜘蛛。火に弱い為、火属性の攻撃をすると有利。

フェイスハガー　(Face Hagger)
空中浮遊する蛸のような奇怪な生物。死ぬと成仏エフェクトで消える。耐久力と攻撃力が高い。雷属性の攻撃をしてくる。
火属性攻撃に弱点を持つ。

ヴァンパイアナイト/デスナイト　(Vampire Knight/Death Knight)
敏捷性に長けたブラックガードの上位互換。ロングソードと高級な大盾を持つ。

ネクロマンサーロード　(Necromancer Lord)
ネクロマンサーの上位互換。ゾンビ(Undead)召喚が可能。CombatStuff(戦闘杖)を持つものが終盤に登場する。基本的に装備はフック。
三段モヒカンであり、オープニング画面のアイツである。

ジャイアントワーム　(Giant Worm)
100m級の巨大な芋虫。見えない地底から直立して毒ブレスや噛みつき攻撃をしてくる。倒すことは出来ない。

アラトロック　(Aratrok)
オーク族の族長。ブレードトゥブレードを掲げ一騎打ちを迫ってくる。
武装は鉈包丁と丸盾。

ネクロポリス住民
ネクロマンサー見習い兼、ネクロマンサーの奴隷。戦闘能力を持たず逃げ回る。

リッチ　(Lich)
魔術師のゾンビ。知性を備える。ファイアボールやアンデッド召喚で攻撃してくる。空中浮遊する。

リッチ・キング　(Lich King)
魔術師のゾンビであるリッチの王。